# Order Pogoni
Order Pogoni (biał. Ордэн Пагоні) – najwyższe odznaczenie Rady Białoruskiej Republiki Ludowej (rządu Białorusi na uchodźstwie).

## Historia
Order Pogoni został ustanowiony 1 września 1949 roku dekretem Przewodniczącego Rady Białoruskiej Republiki Ludowej, Mikoły Abramczyka. Order ten jest kontynuacją tradycji odznaczeń państwowych Rzeczypospolitej Obojga Narodów oraz Wielkiego Księstwa Litewskiego, stanowiąc reinterpretację Orderu Orła Białego, najstarszego odznaczenia państwowego Wielkiego Księstwa Litewskiego.
Statut Orderu Pogoni został zatwierdzony przez Mikołę Abramczyka i wszedł w życie 5 sierpnia 1951 roku. Nie jest jasne, czy order został wówczas stworzony fizycznie, czy jedynie jako projekt. W numerze z 24 lutego 1952 roku białoruska gazeta „Backauszczyna” opublikowała zdjęcie oryginalnego odznaczenia oraz jego statut. W tej publikacji przedstawiono również inne odznaczenia Rady Białoruskiej Republiki Ludowej. Kapituła Orderu Pogoni została utworzona przy Radzie Białoruskiej Republiki Ludowej, a na jej czele stanął przewodniczący Rady, który nadawał order odrębnym dekretem. 24 listopada 2022 roku Rada Białoruskiej Republiki Ludowej ogłosiła odnowienie statutu Orderu Pogoni oraz ustanowienie Medalu Orderu Pogoni.

## Kryteria
Order Pogoni został ustanowiony „w celu nagrodzenia wybitnych zasług cywilnych lub wojskowych w czasie wojny lub pokoju, uczynionych na chwałę i dobro narodu białoruskiego”. Zgodnie ze statutem Order Pogoni jest „najwyższym odznaczeniem narodu białoruskiego” i przyznawany jest „osobom, które wniosły wielki wkład w zdobycie niepodległości, zjednoczenie wszystkich ziem białoruskich lub w umocnienie niepodległości i dobrobytu państwa białoruskiego”.
Początkowo ustanowiono Krzyż Wielki Orderu Pogoni, Krzyż Złoty Orderu Pogoni i Krzyż Srebrny Orderu Pogoni. W zamierzeniu było stworzenie pięciu stopni odznaczenia, ale w dekrecie Mikoły Abramczyka wspomniano tylko o trzech. Kandydaci do odznaczenia mieli być przedstawiani przez Kapitułę i honorowani dekretem przez samego Prezydenta/Przewodniczącego Rady BNR.
Później pozostawiono dwa stopnie Orderu i dopiero w 2022 roku ustanowiono Medal Orderu Pogoni jako najniższy stopień odznaczenia. Odznaczenie Medalem Orderu Pogoni nie oznacza przyjęcia do grona Rycerzy i Dam Orderu.
Obecnie formalnie istnieją trzy klasy orderu (z powyższym zastrzeżeniem dot. III klasy):
- I Klasa – Krzyż Komandorski Orderu Pogoni
- II Klasa – Krzyż Orderu Pogoni (Krzyż Kawalerski Orderu Pogoni)
- III Klasa – Medal Orderu Pogoni

## Opis
Order Pogoni ma kształt symetrycznego, ośmioramiennego krzyża, przy czym cztery główne ramiona są szersze, a umieszczone pomiędzy nimi pozostałe cztery – węższe. Order jest wykonany ze srebra, ramiona krzyża są wewnątrz pokryte czerwoną emalią z białą obwódką, a krawędzie – w zależności od stopnia odznaczenia – złotą lub srebrną. Na szerszym lewym, dolnym i prawym ramieniu krzyża znajdują się litery Б. Н. Р. (B. N. R., skrót od nazwy Białoruskiej Republiki Ludowej). Na awersie pośrodku krzyża znajduje się okrągły medalion – złoty lub srebrny – z wizerunkiem herbu Pogoni. Na rewersie zaś – data ustanowienia Orderu 1949 w medalionie i numer odznaczenia w prostokątnej tabliczce na dolnym ramieniu krzyża.
Order I klasy jest noszony na wstędze zapinanej pod szyją, Order II klasy natomiast na wstążce założonej w pięciokąt i przypinanej do ubrania na umieszczonej z tyłu agrafce. Wstęga Orderu odzwierciedla barwy historycznej flagi Białorusi: czerwony pas pośrodku i dwa białe pasy na zewnątrz, przy czym wstążka Orderu I klasy posiada także wąski złoty pasek pośrodku.
Medal Orderu Pogoni jest okrągły, w całości wykonany z żółtego metalu. Na awersie widnieje wizerunek Orderu Pogoni, na rewersie zaś wytłoczony napis: Не разьбіць, Не спыніць, Не стрымаць („Nie poddawaj się, Nie przestawaj, Nie zatrzymuj się”) i numer odznaczenia. Medal połączony jest za pomocą oczka i łącznika z metalową zawieszką, na której umieszczono wstążkę w barwach historycznej flagi Białorusi: czerwony pas pośrodku i dwa białe pasy po obu jego stronach oraz dwa wąskie paski na brzegach.